# David Fiegen
David Fiegen (Esch-sur-Alzette, 3 settembre 1984) è un ex mezzofondista lussemburghese.

## Palmarès
| Anno | Manifestazione    | Sede     | Evento       | Risultato | Prestazione | Note |
| ---- | ----------------- | -------- | ------------ | --------- | ----------- | ---- |
| 2001 | Mondiali allievi  | Debrecen | 800 m piani  | 7º        | 1'52"28     |      |
| 2002 | Europei indoor    | Vienna   | 800 m piani  | 6º        | 1'47"44     |      |
| 2002 | Mondiali juniores | Kingston | 800 m piani  | Bronzo    | 1'46"46     |      |
| 2003 | Europei juniores  | Tampere  | 800 m piani  | Argento   | 1'49"91     |      |
| 2003 | Mondiali          | Parigi   | 800 m piani  | Batteria  | 1'48"80     |      |
| 2004 | Mondiali indoor   | Budapest | 800 m piani  | Batteria  | 1'50"02     |      |
| 2004 | Giochi olimpici   | Atene    | 800 m piani  | Batteria  | 1'46"97     |      |
| 2005 | Europei indoor    | Madrid   | 1500 m piani | Batteria  | 3'49"50     |      |
| 2006 | Europei           | Göteborg | 800 m piani  | Argento   | 1'46"59     |      |
| 2014 | Europei           | Zurigo   | 800 m piani  | Batteria  | 1'51"00     |      |